# Morgan Supersport
Der Morgan Supersport ist ein Roadster des britischen Automobilherstellers Morgan Motor.

## Geschichte
Im Herbst 2024 kündigte der Hersteller an, die Produktion des Morgan Plus Six 2025 einstellen zu wollen. Das Nachfolgemodell Morgan Supersport wurde schließlich im März 2025 vorgestellt. Zur gleichen Zeit begann der Verkauf im Vereinigten Königreich.

## Technik
Das Design des Roadsters ist eine Weiterentwicklung des im Sommer 2024 vorgestellten Sondermodells Midsummer auf Basis des Plus Six. Technisch baut der Supersport auf einer weiterentwickelten Plattform (CXV) des Vorgängermodells auf. Die Karosserie wird aus Aluminium in Handarbeit gefertigt. Als Dach gibt es entweder ein Hardtop aus Kohlefaserverbundwerkstoff oder ein Faltdach aus Mohair. Der Roadster hat abnehmbare Seitenscheiben und einen Kofferraum. Der Wagen ist gegenüber dem Plus Six länger, breiter und höher, der Radstand hingegen gleich. Das Leergewicht gibt der Hersteller mit 1170 kg an.
Angetrieben wird der Supersport vom aus dem Vorgängermodell bekannten Reihensechszylinder-Ottomotor B58. Er erreicht eine maximale Leistung von 250 kW (340 PS) und ein maximales Drehmoment von 500 Nm. Auf 100 km/h soll das Fahrzeug aus dem Stand in 3,9 Sekunden beschleunigen, die Höchstgeschwindigkeit wird mit 267 km/h angegeben. Die Kraft überträgt ein 8-Stufen-Automatikgetriebe von ZF an die Hinterräder.

## Technische Daten
|                                             | Supersport                        |
| Bauzeitraum                                 | seit 03/2025                      |
| Motorkenndaten                              |                                   |
| Motortyp                                    | Sechszylinderreihen-Ottomotor B58 |
| Motoraufladung                              | Turbolader                        |
| Hubraum                                     | 2998 cm³                          |
| max. Leistung bei min−1                     | 250 kW (340 PS) / 6500            |
| max. Drehmoment bei min−1                   | 500 Nm / 1250                     |
| Kraftübertragung                            |                                   |
| Antrieb                                     | Hinterradantrieb                  |
| Getriebe, serienmäßig                       | ZF-8-Stufen-Automatikgetriebe     |
| Messwerte                                   |                                   |
| Höchstgeschwindigkeit                       | 267 km/h                          |
| Beschleunigung, 0–100 km/h                  | 3,9 s                             |
| Kraftstoffverbrauch auf 100 km (kombiniert) | 7,7 l Super                       |
| CO2-Emissionen (kombiniert)                 | 175 g/km                          |
| Tankinhalt                                  | 41 l                              |